# Believe Acoustic
Albums de Justin Bieber
Believe
(2012) Journals
(2013)
Believe Acoustic  est le deuxième album de remix de Justin Bieber sorti le 29 janvier 2013. L'album contient des versions acoustiques et live de chansons de son troisième album studio Believe ainsi que trois nouvelles chansons.

## Annonce
Justin Bieber a confirmé le projet le 8 décembre 2012 en tweetant "J'ai écrit beaucoup de nouvelles choses... et oui ! l'album acoustique, de nouveaux arrangements, arrive !". La liste des pistes a été révélée le 22 décembre 2012. Le 6 janvier 2013, il a été annoncé que 11 titres seraint présent sur l'album, incluant 3 nouvelles chansons: Yellow Raincoat, I Woud et Nothing Like Us.

## Liste des pistes
| No  | Titre                                       | Auteur                                                                                            | Durée |
| --- | ------------------------------------------- | ------------------------------------------------------------------------------------------------- | ----- |
| 1.  | Boyfriend (version acoustic)                | Justin Bieber, Mike Posner, Mason Levy, Matthew Musto                                             | 3:07  |
| 2.  | As Long As You Love Me (version acoustic)   | Rodney "Darkchild" Jerkins, Andre Lindal, Atweh, Bieber, Sean Anderson                            | 3:41  |
| 3.  | Beauty and a Beat (version acoustic)        | Max Martin, Anton Zaslavski, Savan Kotecha, Onika Maraj                                           | 2:24  |
| 4.  | She Don't Like The Light (version acoustic) | Jerkins, Lindal, Tiyon Mack, Bieber                                                               | 3:35  |
| 5.  | Take You (version acoustic)                 | Bieber, Raphaël Judrin, Pierre-Antoine Melki, Ross Golan, James Abrahart, Alex Dezen, Ben Maddahi | 2:59  |
| 6.  | Be Alright (acoustic version)               | Bieber, Kanter                                                                                    | 3:30  |
| 7.  | All Around The World (version acoustic)     | Bieber, Nasri Atweh, Adam Messinger, Nolan Lambroza, Christopher Bridges                          | 2:36  |
| 8.  | Fall (version live)                         | Bieber, Levy, Jacob Lutrell                                                                       | 3:40  |
| 9.  | Yellow Raincoat                             | Bieber, Tom Strahle, Josh Gudwin                                                                  | 3:44  |
| 10. | I Would                                     | Bieber, Kanter                                                                                    | 3:47  |
| 11. | Nothing Like Us (piste bonus)               | Bieber                                                                                            | 3:19  |

## Certifications
| Pays                  | Certification | Unités certifiées |
| --------------------- | ------------- | ----------------- |
| Canada (Music Canada) | Platine       | 80 000            |
| Danemark (IFPI)       | Platine       | 20 000            |
| États-Unis (RIAA)     | Or            | 500 000           |
| Norvège (IFPI)        | Or            | 15 000            |
| Royaume-Uni (BPI)     | Or            | 100 000           |
| Suède (GLF)           | Or            | 20 000            |